# José Fernández Hernando
José Fernández Hernando (Coria, provincia de Cáceres, septiembre de 1897 - 20 de noviembre de 1972 ) fue un jurista y político español. Estudió derecho en la Universidad de Valladolid y en 1926 se incorporó a la carrera judicial. El estallido de la guerra civil española le sorprendió en Portugal, de donde volvió para apoyar el bando sublevado dentro del Cuerpo Jurídico Militar, en el que alcanzaría el grado de capitán. Al finalizar el conflicto fue delegado provincial de Justicia y fiscal de tasas en la provincia de Huelva, así como jefe de sección de la Asesoría Técnica de la Fiscalía Superior de Tasas y secretario particular del director de Seguridad. En octubre de 1943 fue nombrado gobernador civil de Gerona Ocupó el cargo hasta julio de 1945, cuando fue nombrado director general de la Administración Local. Cesó del cargo el 2 de agosto de 1951. Posteriormente fue secretario general de la Junta Nacional de elecciones sindicales y presidente del Tribunal Central de amparo de la Organización Sindical, cargo que ocupó hasta diciembre de 1969. También fue magistrado del Tribunal Supremo de España .
Asimismo, fue elegido procurador en las Cortes como representante de la Organización Sindical, elegido por el Sindicato de Agua, Gas y Electricidad. Desde 1949 hasta 1961 fue miembro designado por la Asamblea de Procuradores Sindicales, siendo un destacado miembro de la organización.